# The Bridge (série télévisée, 2013)
Pour les articles homonymes, voir Bridge (homonymie).
Cet article concerne la série télévisée américaine. Pour la série télévisée canadienne, voir The Bridge.
The Bridge est une série télévisée américaine en 26 épisodes de 45 minutes créée par Meredith Stiehm et Elwood Reid diffusée entre le 10 juillet 2013 et le 1er octobre 2014 sur FX et au Canada sur FX Canada. Elle est basée sur la série suédo-danoise Bron.
Au Québec, la série est diffusée depuis le 7 janvier 2014 sur Télé-Québec et en France, elle sera diffusée sur Jimmy. Néanmoins, elle reste inédite dans les autres pays francophones.

## Synopsis
Un corps est retrouvé sur le pont entre El Paso et Juarez, nécessitant la collaboration des polices des États-Unis et du Mexique afin de retrouver le tueur en série qui sévit des deux côtés de la frontière.

## Distribution

### Acteurs principaux

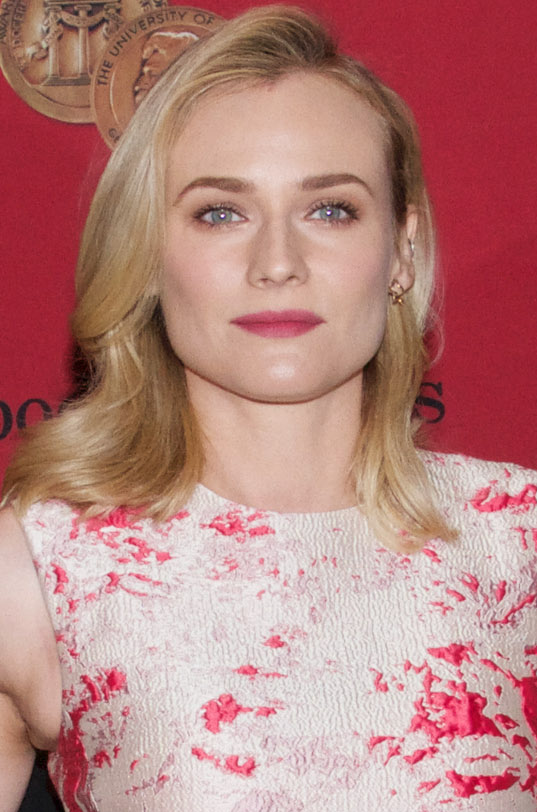
Diane Kruger, l'interprète de l'inspecteur Sonya Cross, aux Peabody Awards, en mai 2014.

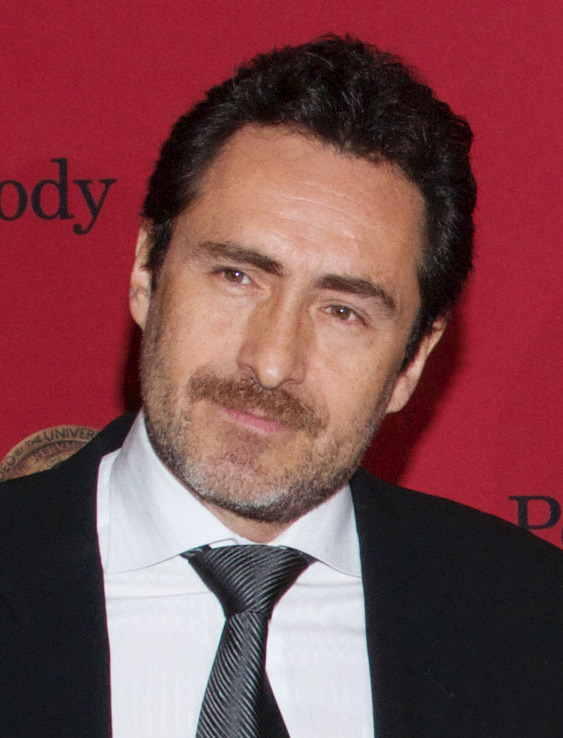
Demián Bichir, l'interprète de l'inspecteur Marco Ruiz, aux Peabody Awards, en mai 2014.

- Diane Kruger (VF : Laura Blanc) : l'inspecteur Sonya Cross
- Demián Bichir (VF : François Dunoyer) : l'inspecteur Marco Ruiz
- Annabeth Gish (VF : Laurence Charpentier) : Charlotte Millwright
- Thomas M. Wright (VF : Emmanuel Karsen) : Steven Linder
- Ted Levine (VF : Féodor Atkine) : lieutenant Hank Wade

### Acteurs récurrents
- Matthew Lillard (VF : Boris Rehlinger) : Daniel Frye
- Johnny Powers (VF : Jerome Wiggins) : l'inspecteur Tim Cooper
- Emily Rios (VF : Laëtitia Lefebvre) : Adrianna Perez
- Carlos Pratts (VF : Nuno Resende) : Gus Ruiz, fils de Marco et beau-fils de Alma
- Catalina Sandino Moreno (VF : Ethel Houbiers) : Alma Ruiz, femme de Marco
- Ramón Franco (VF : Diego Asensio) : Fausto Galvan
- Alejandro Patino (VF : Emiliano Suarez) : Cesar
- Eric Lange (VF : Éric Aubrahn) : Kenneth Hastings
- Lee Garlington (VF : Marie-Martine) : Sherry Spellman
- Emily Wickersham (VF : Sabeline Amaury) : Kate Millwright
- Alma Martinez (en) (VF : Brigitte Virtudes) : Graciela Rivera
- Brian Van Holt (VF : Jérôme Pauwels) : Ray Burton
- Don Swayze (en) (VF : Loïc Houdré) : Tampa Tim
- Stephanie Sigman : Eva Guerra

- Jon Gries : Bob
- Franka Potente : Eleanor Nacht
- Alyssa Diaz : Lucy
- John Billingsley : M Delarge
Version française
  - Société de doublage : Nice Fellow[4]
  - Direction artistique : Nathalie Raimbault[4]
  - Adaptation des dialogues : Tim Stevens, Sabrina Boyer et Laurence Duseyau[4]
  - Enregistrement et mixage : Studios O'Bahamas (Daniel Dos Reis)

Source VF : Doublage Séries Database

## Développement

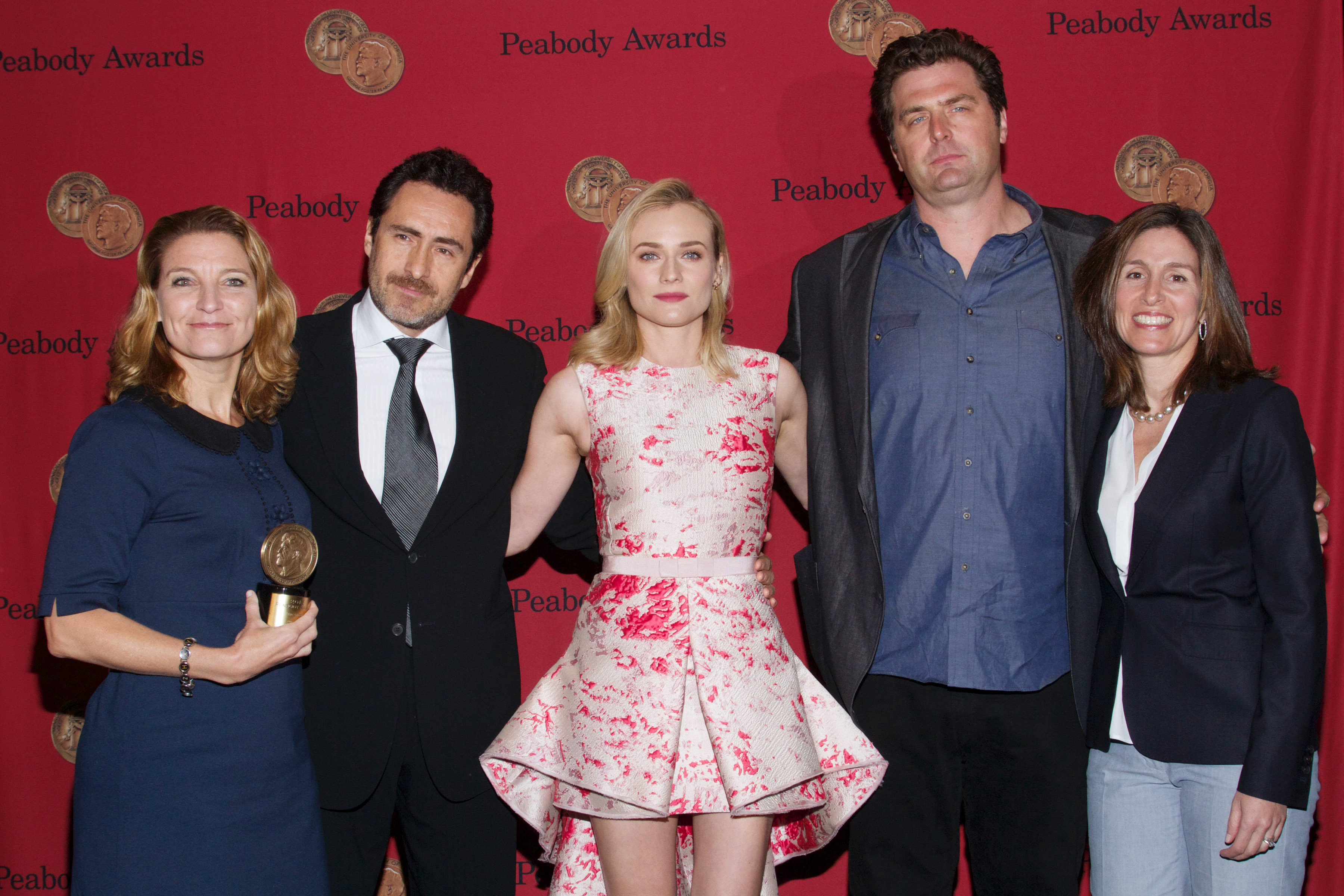
Les acteurs Demián Bichir et Diane Kruger, entourés des producteurs et scénaristes Meredith Stiehm et Elwood Reid, aux, en mai 2014.

### Production
Le 28 juillet 2012, FX a commandé le pilote, adapté par Meredith Stiehm et Elwood Reid. Gerardo Naranjo a été sélectionné pour réaliser le pilote.
FX a commandé la série de treize épisodes le 12 février 2013.
Le 21 octobre 2014, la série est annulée.

### Casting
Les rôles ont été attribués dans cet ordre : Diane Kruger, Demián Bichir, Annabeth Gish et Ted Levine, Thomas M. Wright, Emily Rios, Matthew Lillard et Catalina Sandino Moreno.

## Épisodes

### Première saison (2013)
1. Les Oubliées de Juarez (Pilot)
2. Bénédiction mortelle (Calaca)
3. Passage forcé (Rio)
4. La Femme du désert (Maria of the Desert)
5. Mauvaise passe (The Beast)
6. Identification (ID)
7. Vision mortelle (Destino)
8. Question d'équilibre (Vendetta)
9. Pris au piège (The Beetle)
10. Une vieille amitié (Old Friends)
11. Bombe à retardement (Take the Ride, Pay the Toll)
12. La Disparition d'Éva (All About Eva)
13. Reprise de service (The Crazy Place)

### Deuxième saison (2014)
Le 24 septembre 2013, la série a été renouvelée pour une deuxième saison de treize épisodes diffusée depuis le 9 juillet 2014.
1. Yankee (Yankee)
2. La Femme à traquer (Ghost of a Flea)
3. Métamorphose (The Acorn)
4. Rude hiver (Hard Winter)
5. L'Œil du mal (Eye of the Deep)
6. La Moisson (Harvest of Souls)
7. Fjords (Lamia)
8. Goliath (Goliath)
9. Rakshasa (Rakshasa)
10. Eidolon (Eidolon)
11. En dehors des règles (Beholder)
12. Le Serpent à plumes (Quetzalcoatl)
13. Le Visage du démon (Jubilex)

## Audiences
Aux États-Unis, le pilote a attiré 3,04 millions de téléspectateurs.